# Соціобіологічні теорії зґвалтування
Соціобіологічні теорії зґвалтування досліджують, як еволюційна адаптація впливає на психологію ґвалтівників. Такі теорії є дуже суперечливими, оскільки традиційні теорії зазвичай не вважають зґвалтування поведінковою адаптацією. Деякі заперечують проти таких теорій з етичних, релігійних, політичних чи наукових міркувань. Інші стверджують, що правильні знання про причини зґвалтування необхідні для ефективних профілактичних заходів.

## Природна історія зґвалтування
Ідею про те, що зґвалтування виникло за певних обставин як генетично сприятливу поведінкову адаптацію, популяризували біолог Ренді Торнгілл та антрополог Крейг Т. Палмер у своїй книзі «Природна історія зґвалтування» (2000).

## Примусовий секс тварин
Поведінка, що нагадує зґвалтування людей, можна побачити у тваринному світі, включаючи качок і гусей, афаліни та шимпанзе. Дійсно, в орангутанів, близьких родичів людини, такі спаровування становлять до половини спостережуваних спаровувань. Такі «примусові злягання» передбачають наближення до тварин і сексуальне проникнення під час боротьби або спроби втекти. Спостереження за примусовим сексом у тварин не викликають суперечок. Суперечливим є тлумачення цих спостережень і поширення заснованих на них теорій на людей. «Торнгілл представляє цю теорію, описуючи сексуальну поведінку скорпіонів. Самець може домогтися статевого акту від самки або підносячи їй їжу під час залицяння, або без шлюбної пропозиції, і в цьому випадку він її ґвалтує».

## Зґвалтування людини
Торнгілл і Палмер пишуть: «Коротше кажучи, чоловік може мати багато дітей без особливих незручностей для себе; жінка може мати лише кількох, і з великими зусиллями». Таким чином, жінки схильні до вибірковості у виборі сексуальних партнерів. Зґвалтування може бути репродуктивною стратегією для чоловіків. Вони вказують на кілька інших факторів, які вказують на те, що зґвалтування може бути репродуктивною стратегією. Більшість зґвалтувань трапляються у репродуктивному віці. Ґвалтівники зазвичай застосовують не більше сили, ніж необхідно для підкорення, оскільки фізичне травмування жертв може зашкодити репродуктивній функції. Більше того, «у багатьох культурах зґвалтування розглядається як злочин проти чоловіка жертви».
Антрополог Едвард Х. Хаген у своїй книзі «Питання і відповіді з еволюційної психології» (Evolutionary Psychology FAQ, 2002) стверджує, що, на його думку, немає чітких доказів гіпотези про те, що зґвалтування є адаптивним явищем. Він вважає, що адаптивність зґвалтування можлива, але стверджує, що недостатньо доказів, щоб бути впевненим у тому чи іншому випадку. Однак він заохочує до отримання таких доказів: «Відповідь на питання, чи мають чоловіки психологічну адаптацію до зґвалтування, дадуть лише ретельні дослідження, які шукатимуть докази такої когнітивної спеціалізації. Не шукати такі докази — все одно, що не обшукувати підозрюваного на предмет прихованої зброї». Він також описує деякі умови в середовищі предків, за яких репродуктивні вигоди від зґвалтування могли переважати над витратами:
- «Чоловіки з високим статусом могли примушувати до злягання, не боячись розправи».
- «Жінки з низьким статусом (наприклад, сироти) могли бути особливо вразливими до зґвалтувань, оскільки чоловікам не потрібно було боятися помсти з боку родини жінки».
- «Під час війни зґвалтування ворожих жінок могло мати мало негативних наслідків».
- «Чоловіки з низьким статусом, які, ймовірно, залишаться низькостатусними, і які мали мало можливостей інвестувати в родину, могли усвідомлювати репродуктивні вигоди, які переважали значні витрати (наприклад, репресії з боку сім'ї жінки)».

МакКаббін та ін. (2008) стверджують, що може бути кілька різних типів ґвалтівників або стратегій зґвалтування. Одна з них — зґвалтування знедоленими чоловіками, які не можуть займатися сексом інакше. Інший — «спеціалізовані ґвалтівники», які більше сексуально збуджуються від зґвалтування, ніж від сексу за згодою. Третій тип — опортуністичні ґвалтівники, які залежно від обставин перемикаються між примусовим і згодним сексом. Четвертий тип — психопати-ґвалтівники. П'ятий тип — зґвалтування партнером через конкуренцію сперматозоїдів, коли самець підозрює або знає, що жінка мала секс з іншим чоловіком. Існує різний ступінь емпіричного підтвердження існування кожного з цих типів. У більш загальному плані вони згадують дослідження, згідно з якими принаймні одна третина чоловіків «визнають, що зґвалтували б за певних умов», а інші опитування показують, що багато чоловіків мають примусові сексуальні фантазії. Вони, як і інші, «стверджують, що зґвалтування є умовною стратегією, яку потенційно може застосувати будь-який чоловік».

### Жіночий захист
Жінки могли виробити кілька способів захисту та стратегій уникнення зґвалтування. Одна з них — це надання переваги чоловікам, які є ефективними охоронцями від інших чоловіків, таких як фізично та соціально домінуючі чоловіки (хоча можуть бути й інші еволюційні причини для такої переваги). Інша причина — великий психологічний біль, який, згідно з деякими дослідженнями, є найбільшим у період дітонародження. Інші дослідники стверджують, що емоційний біль може змусити жінок зосередитися на соціальних обставинах, які призвели до зґвалтування, з метою запобігання майбутнім зґвалтуванням.
Інші дослідження показали, що під час фертильної фази менструального циклу жінки вчиняють менше поведінки, яка може збільшити ризик нападу. Дослідження також виявили, що чутливість до потенційної примусової поведінки у чоловіків, а також сила рук (але лише в імітованій примусовій ситуації) зростають під час фертильної фази менструального циклу. З іншого боку, дослідження 2003 року показало, що частота вагітності внаслідок зґвалтування значно вища, ніж вагітність під час непримусового статевого акту, і висунуло гіпотезу про те, що чоловіки-ґвалтівники непропорційно націлені на жінок, які мають біологічні ознаки фертильності.

### Натуралістична помилка
Торнгілл і Палмер пишуть, що «зґвалтування розглядається як природне, біологічне явище, яке є продуктом еволюційної спадщини людини». Вони також стверджують, що, класифікуючи поведінку як «природну» і «біологічну», вони жодним чином не мають на увазі, що така поведінка є виправданою або навіть неминучою. «Біологічний» означає «пов'язаний з життям або такий, що стосується життя», тому це слово застосовується до кожної людської риси і поведінки. Але робити з цього висновок, як стверджують Торнгілл і Палмер, що те, що є біологічним, є якимось чином правильним чи добрим, означало б впасти в так звану апеляцію до природи. Вони проводять порівняння з «природними катастрофами, такими як епідемії, повені та торнадо». Це показує, що те, що можна знайти в природі, не завжди добре, і що проти природних явищ слід вживати і вживають заходів. Вони також стверджують, що добре знання причин зґвалтувань, в тому числі еволюційних, необхідне для розробки ефективних превентивних заходів.
Еволюційні психологи МакКіббін та ін. стверджують, що твердження про те, що еволюційні теорії виправдовують зґвалтування, є помилкою так само, як було б помилкою звинувачувати вчених, які досліджують причини виникнення раку, в тому, що вони виправдовують рак. Натомість, вони стверджують, що розуміння причин зґвалтування може допомогти у створенні превентивних заходів.
Вілсон та ін. (2003) стверджують, що еволюційні психологи, такі як Торнгілл і Палмер, використовують натуралістичну помилку неналежним чином, щоб запобігти законному обговоренню етичних наслідків їхньої теорії. Згідно з Торнгіллом і Палмером, натуралістична помилка полягає в тому, що етичні висновки (наприклад, зґвалтування — це добре) випливають з (правдивих чи неправдивих) тверджень про факти (наприклад, зґвалтування — це природно). Вілсон та ін. вказують, що поєднання фактичного твердження з етичним твердженням для отримання етичного висновку є стандартним етичним міркуванням, а не натуралістичною помилкою, оскільки моральне судження не виводиться виключно з фактичного твердження. Далі вони стверджують, що якщо поєднати фактичну передумову Торнгілла і Палмера про те, що зґвалтування підвищує придатність потомства жінки до життя, з етичною передумовою про те, що це правильно — підвищувати придатність потомства, то дедуктивно обґрунтований висновок полягає в тому, що зґвалтування має також позитивні наслідки і що його етичний статус є неоднозначним. Вілсон та ін. стверджують, що Торнгілл і Палмер відкидають усі етичні заперечення фразою «натуралістична помилка», хоча «саме Торнгілл і Палмер мислять помилково, використовуючи натуралістичну помилку таким чином».

### Запобігання зґвалтуванням
Торнгілл і Палмер (2000) пропонують низку можливих стратегій для запобігання зґвалтуванню. Один із прикладів — пояснення чоловікам, що вони можуть мати схильність неправильно розуміти жіноче запрошення до сексу. Вони вважають, що розглядати зґвалтування як наслідок бажання домінувати, а не пов'язане з сексуальним потягом, загалом шкідливо. Одним із прикладів є твердження, що те, як одягаються жінки, не впливає на ризик зґвалтування. Вони стверджують, що значно більша суспільна свобода знайомств без нагляду і усунення багатьох бар'єрів між чоловіками і жінками створили середовище, яке також усунуло багато попередніх суспільних засобів контролю над зґвалтуванням. Рекомендується, щоб «чоловіки і жінки взаємодіяли тільки в громадських місцях на ранніх стадіях своїх стосунків».

### Консультування потерпілих
За словами Торнгілла та Палмера, консультування жертв зґвалтування також може бути покращено еволюційними міркуваннями, і вони стверджують, що погляд, за яким зґвалтування є результатом бажання домінувати, не може пояснити жертві, чому ґвалтівник мав сексуальні мотиви.
Еволюційні міркування також можуть допомогти пояснити емоційний біль, а також форму, яку він приймає. Вони також можуть допомогти жертві зґвалтування зрозуміти, чому партнер жертви зґвалтування може розглядати зґвалтування як форму невірності. Вони також стверджували, що таке розуміння може допомогти партнеру жертви, і він зможе змінити свою реакцію.

## Критика
Книга 2003 року «Еволюція, стать і зґвалтування», написана у відповідь на «Природну історію зґвалтування», об'єднує погляди двадцяти восьми вчених, які виступають проти соціобіологічних теорій зґвалтувань. Один із авторів, Майкл Кіммел, критикує аргумент Торнгілла та Палмера про те, що жінки-жертви зґвалтування, як правило, сексуально привабливі молоді жінки, а не діти чи старші жінки, всупереч тому, що можна було б очікувати, якби ґвалтівники обирали жертв на основі нездатності чинити опір. Кіммел стверджує, що молоді жінки найменше виходять заміж і частіше зустрічаються з чоловіками, а отже, вони, швидше за все, будуть зґвалтовані через можливість, що виникає внаслідок соціального впливу та сімейного стану. Палмер і Торнгілл відповіли цим критикам у статті в журналі Evolutionary Psychology.
Сміт та ін. (2001) розкритикували гіпотезу Торнгілла і Палмера про те, що схильність до зґвалтування за певних обставин є розвиненою психологічною адаптацією. Вони розробили математичну модель співвідношення витрат і вигод від пристосування і заповнили її оцінками певних параметрів (деякі оцінки параметрів базувалися на дослідженнях племені аче в Парагваї). Їх модель припускає, що загалом лише чоловіки з майбутньою репродуктивною цінністю в одну десяту або менше від типового 25-річного чоловіка матимуть чисте позитивне співвідношення витрати/вигоди від зґвалтування. На основі своєї моделі та оцінок параметрів вони припустили, що це робить малоймовірним, що зґвалтування загалом матиме чисту вигоду для більшості чоловіків.
Захищаючи еволюційну психологічну теорію зґвалтування від її більш запеклих критиків, Вандермассен (Vandermassen, 2010) критикує деякі аспекти цієї точки зору. Вона характеризує погляди Торнгілла і Палмера як «крайні» (с. 736), оскільки вони не допускають впливу будь-яких несексуальних мотивів на злочин зґвалтування. Вандермассен також відзначає дві проблеми з даними, наведеними Торнгіллом і Палмером щодо психологічної травми, спричиненої насильством, пов'язаним зі зґвалтуванням: по-перше, дані представлені в книзі неточно і заплутано, часто приховуючи той факт, що вони не підтверджують «контрінтуїтивну гіпотезу» Торнгілла і Палмера (с. 744) про те, що більше фізичного насильства під час зґвалтування пов'язане з меншим психологічним болем. По-друге, нещодавні дослідження не підтвердили цю гіпотезу. Більш помірковану позицію, що поєднує еволюційну психологію та феміністичні теорії зґвалтування, представляє Вандермассен, частково спираючись на роботу феміністичної дослідниці еволюції Барбари Сматс.
Гамільтон (2008) піддав критиці визначення зґвалтування Торнгіллом і Палмером як примусового вагінального проникнення жінок репродуктивного віку. Він припустив, що виключення зґвалтувань чоловіків, зґвалтувань жінок поза межами репродуктивного віку, убивчих зґвалтувань і невагінальних форм зґвалтувань фактично гарантує підтвердження їхньої гіпотези про те, що зґвалтування є розвиненою репродуктивною стратегією, а не злочином насильства. Гамільтон стверджував, що еволюційна психологія не може пояснити зґвалтування, оскільки, за власними критеріями еволюційної психології, адаптація до зґвалтування дітей чи чоловіків, або невагінальне зґвалтування, було б усунено в ході еволюції, оскільки воно не надавало репродуктивних переваг нашим предків.
Еволюційний психолог Девід Басс стверджує, що чітких доказів за або проти зґвалтування як адаптації немає. Він стверджує, що натомість зґвалтування може бути неадаптивним побічним продуктом інших розвинутих механізмів, таких як бажання сексуальної різноманітності та сексу без інвестицій, чутливість до сексуальних можливостей і загальна здатність до фізичної агресії.

## Подальше читання

### Примусовий секс у тварин
- Abele, L.; Gilchrist, S. (1977). Homosexual rape and sexual selection in Acanthocephalan worms. Science. 197 (4298): 81—83. Bibcode:1977Sci...197...81A. doi:10.1126/science.867055. PMID 867055.
- Barash, D (1977). Sociobiology of Rape in Mallards (Anas platyrhynchos): Responses of the Mated Male. Science. 197 (4305): 788—789. Bibcode:1977Sci...197..788B. doi:10.1126/science.197.4305.788. PMID 17790773.

### Теорії щодо зґвалтування людей
- McKibbin, W.F.; Shackelford, T.K.; Goetz, A.T.; Starratt, V.G. (2008). Why do men rape? An evolutionary psychological perspective (PDF). Review of General Psychology. 12: 86—97. doi:10.1037/1089-2680.12.1.86.
- Thornhill, R. and Palmer, C. (2000), A Natural History of Rape: Biological Bases of Sexual Coercion. Cambridge: MIT Press. ISBN 0-262-20125-9ISBN 0-262-20125-9
- Thornhill, R.; Thornhill, N. (1983). Human Rape: An Evolutionary Analysis. Ethology and Sociobiology. 4 (3): 137—173. doi:10.1016/0162-3095(83)90027-4.
- Bermes, M. (2012). Sociobiological theories of sexual violence. In J. Postmus (Ed.), Encyclopedia of Sexual Violence and Abuse: An encyclopedia of prevention, impacts, and recovery (pp. 655–657). Santa Barbara, CA: ABC-CLIO, LLC.

### Відповіді на ці теорії
- Fausto-Sterling, A. "Putting Woman in Her (Evolutionary) Place, " in Myths of Gender. Basic Books, (1992). ISBN 0-465-04792-0ISBN 0-465-04792-0
- Travis, C. B. (ed.) (2003) Evolution, Gender, and Rape. A Bradford Book, The MIT Press, Cambridge, MA. 454 pp., ISBN 0-262-70090-5.
- Palmer, C. T.; Thornhill, R. (2003). A posse of good citizens brings outlaw evolutionists to justice. A response to Evolution, Gender, and Rape. Edited by Cheryl Brown Travis. (2003). Cambridge, MA: MIT Press. Evolutionary Psychology. 1: 10—27. doi:10.1177/147470490300100102.

### Інші посилання
- Chavanne, T. J.; Gallup, G. G. Jr. (1998). Variation in risk taking behavior among female college students as a function of the menstrual cycle. Evolution and Human Behavior. 19: 27—32. doi:10.1016/s1090-5138(98)00016-6.
- Bandura, Albert. Social Learning Theory. http://icebreakerideas.com/learning-theories/#Social_Learning_Theory_A_Bandura CliffsNotes.com. Gender Stereotypes. 9 December 2010 https://web.archive.org/web/20130316020621/http://www.cliffsnotes.com/study_guide/topicArticleId-26957,articleId-26896.html.
- Malamuth, Neil M. & Check, Joseph. Repeated Exposure to Violent and Nonviolent Pornography: Likelihood of Raping Ratings and Laboratory Aggression Against Women.
- Siegel, Larry J. Criminonlogy. Thomson & Wadswoth.Tenth Edition. 2009.
- Thornhill, Randy & Palmer, Craig T. Why Men Rape. New York Academy of Sciences. JANUARY–FEBRUARY 2000. http://iranscope.ghandchi.com/Anthology/Women/rape.htm Webster, Murray & Rashotte, Lisa. Fixed Roles and Situated Actions. Sep2009, Vol. 61 Issue 5/6, p325-337, 13p, 1 Chart
- Wilson, Glenn. The Science of Sex: Glenn Wilson on Rape. The Great Sex Divide, pp. 128—131. http://www.heretical.com/wilson/rape.html